# Nelly Verschuur
Cornelia (Nelly) Johanna Verschuur (Amsterdam, 22 februari 1921 – Bussum, 6 augustus 1994) was een Nederlandse zangeres. Zij zong in de jaren veertig met het succesvolle dansorkest van Dick Willebrandts, volgens sommigen de beste swing Bigband tussen 1942 en 1944. Ze werd "de vrouw met de gouden stem" genoemd.

## Biografie
De in Amsterdam geboren zangeres Nelly Verschuur was de dochter van Cornelis Verschuur en Alida Kuijper. Nelly Verschuur was tijdens de Tweede Wereldoorlog verloofd met de Joodse Isaac (Ies) Engelander, met wie ze pas op 6 september 1945 kon trouwen. Vanaf eind 1942 was ze de vaste zangeres bij het dansorkest van Dick Willebrandts. Het was een moeilijke tijd voor Nelly Verschuur, want Dick Willebrandts en zijn orkest waren verplicht om in 1943-1944 Amerikaanse swing muziek te spelen voor de Duitse propagandazender Deutsche Europasender (D.E.S.). Maar juist door haar positie als bekende en geliefde zangeres kon ze haar verloofde en haar toekomstige Joodse schoonfamilie helpen om onder te duiken om deportatie naar concentratiekampen te voorkomen.
In de zomer van 1942 vluchtte Ies Engelander naar België, omdat de deportatiedreiging steeds groter werd. Hij kwam af en toe met een vervalst persoonsbewijs naar Nederland. Later ging hij naar Frankrijk en vervolgens naar Engeland, waar hij als militair diende. In mei 1945 kwam Ies Engelander weer terug in Nederland om zijn familie in Assendelft, vlak bij Amsterdam in Noord-Holland te bezoeken. In Assendelft had de familie Engelander kunnen onderduiken. Op verzoek van de nabestaanden van Nelly Verschuur en Ies Engelander en de families Soesan en Van Dam kregen dertien bewoners uit Assendelft voor het geven van onderdak aan deze Joodse families tijdens de Tweede Wereldoorlog, postuum op 16 maart 2017 de Israëlische Yad Vashem-onderscheiding. Deze onderscheiding wordt sinds 1953 uitgereikt voor hulp aan Joden door niet-Joden tijdens de Holocaust. Zij krijgen de eretitel Rechtvaardige onder de Volkeren ("The Righteous Among Nations").

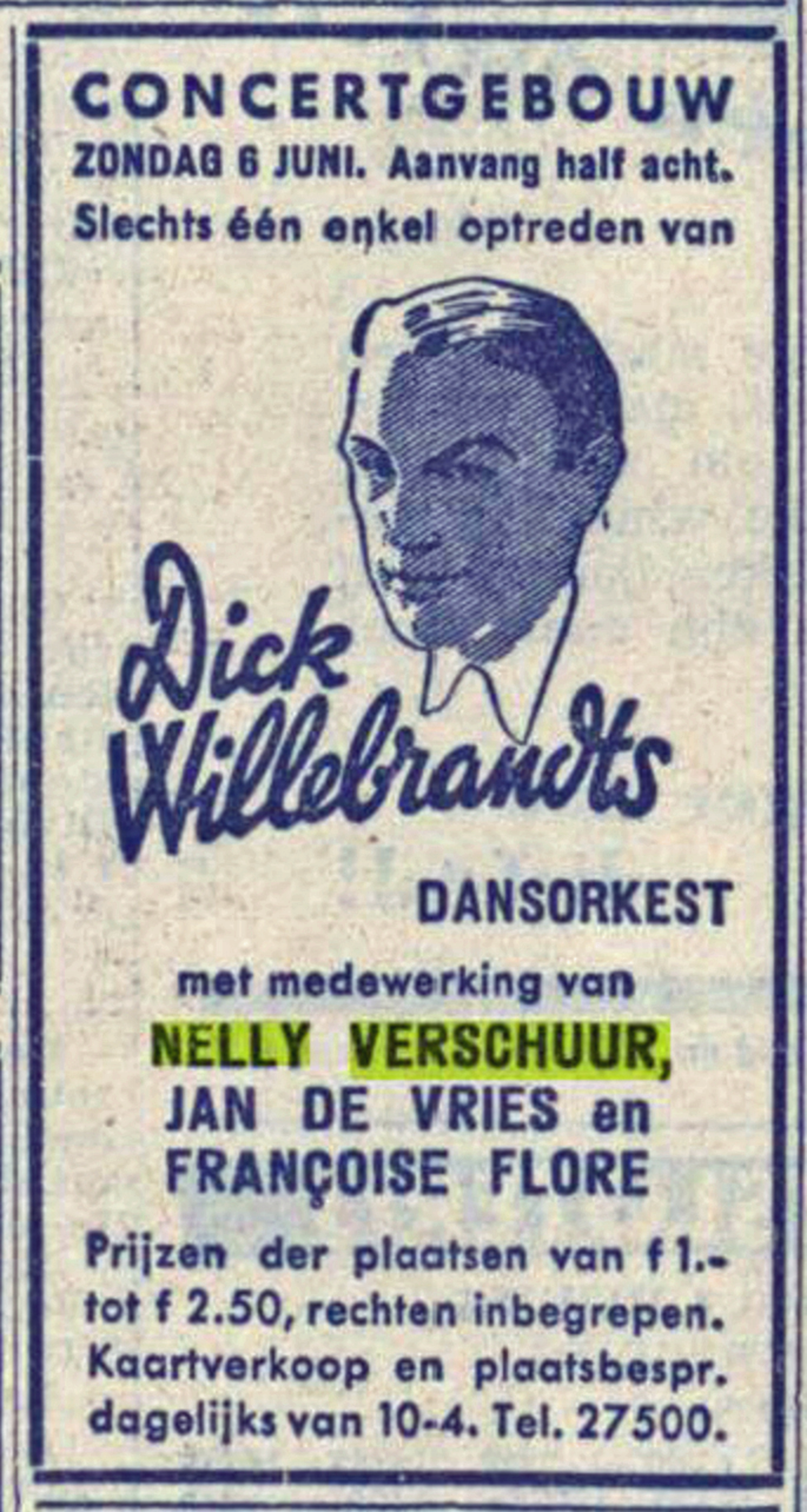
Advertentie in het Algemeen Handelsblad van 5 juni 1943 voor een optreden op 6 juni 1943.

## Zangcarrière
De zangcarrière van Nelly Verschuur kwam eind 1942 pas goed op gang, toen ze de vaste zangeres werd bij het dansorkest van Dick Willebrandts. De andere vaste vocalist was Jan de Vries. Dit deel van haar loopbaan duurde tot september 1944, want na 5 september 1944, Dolle Dinsdag, veranderde de situatie in Nederland dramatisch en werd het orkest van Willebrandts ontbonden. Nelly Verschuur had twee grote hits gedurende de Tweede Wereldoorlog, die beide geschreven werden door Jaap Valkhoff: Diep in mijn hart (1943) en Denk je nog aan die tijd (1943). Jaap Valkhoff (1910-1992) was een accordeonist, saxofonist en songwriter. De radio-opnamen van Diep in mijn hart voor de D.E.S. (Deutsche Europasender) vonden plaats in Studio B van de Nederlandsche Omroep, Hilversum, tussen augustus en december 1943. Nelly Verschuur zong ook de Engelse versie Deep in my Heart. Zoals Pi Scheffer later zei:
Ze werden voor het blok gezet. Het was de enige manier om te ontkomen aan het verplicht spelen in Duitsland.
Nelly Verschuur kreeg lovende recensies na haar optredens in het land:
Deze goede indruk werd later op den avond bevestigd en toen de chansonnière, Nelly Verschuur, eenige liedjes had gezongen, nam het applaus den vorm van een ovatie aan. Bijzondere vermelding verdient de klarinettist van ’t orkest, Kees Verschoor, die zich bovendien als verdienstelijk zanger deed kennen in een duet met Nelly Verschuur.
Nelly Verschuur [beschikt] over een mooie en beschaafde stem.

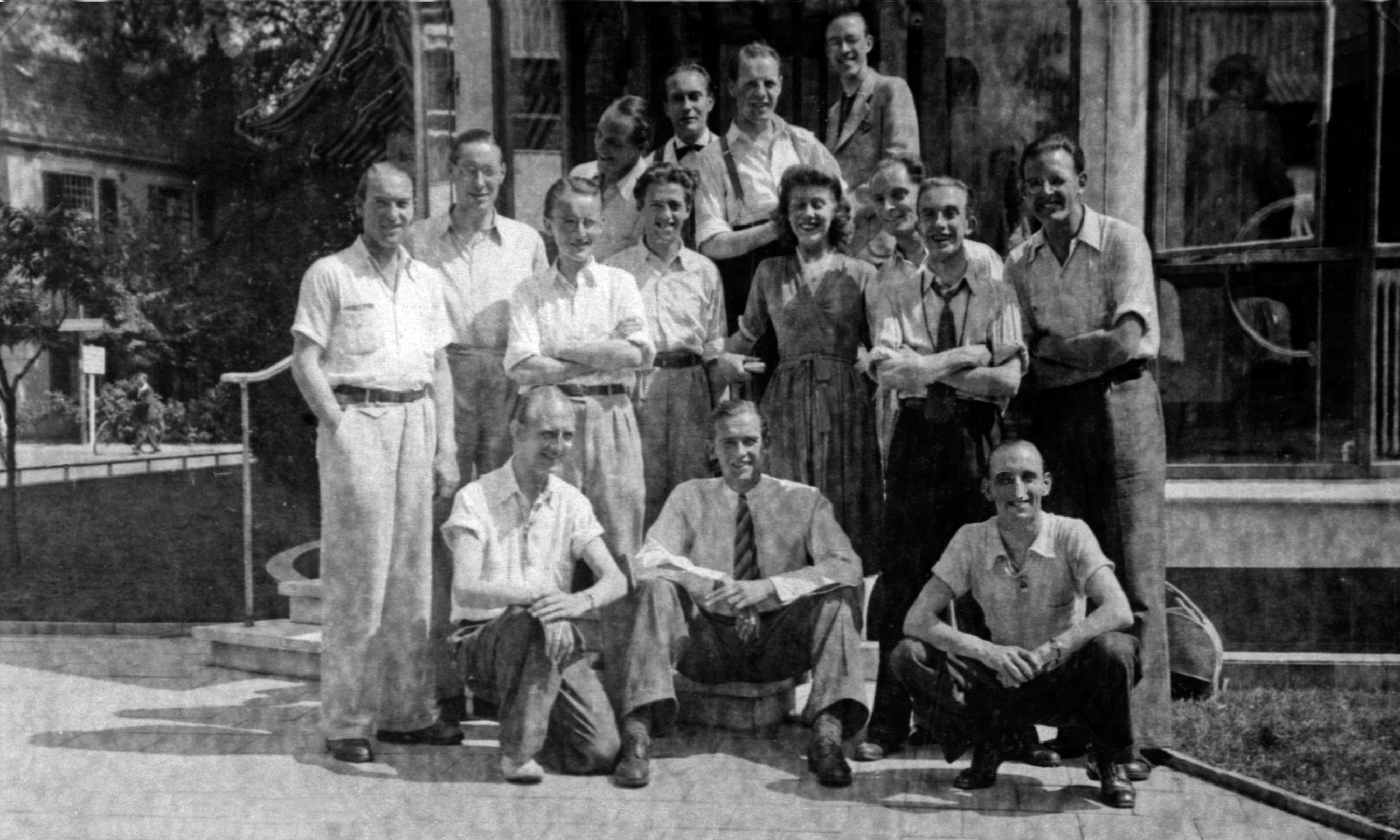
Nelly Verschuur met Dick Willebrandts en zijn orkestleden voor de studio in Hilversum, 1943.

Na de oorlog zong Nelly Verschuur gedurende een korte periode bij het Metropole Orkest van Dolf van der Linden. In 1953 trad ze ook nog op bij het 40-jarig jubileum van HEDW, waar ze het lied Jiddische Mama zong. Enkele jaren later stopte Nelly Verschuur met haar zangcarrière.

## Jiddische Mama
Het lied Jiddische Mama werd in een uitvoering van Sophie Tucker een hit in de Verenigde Staten in 1928. De Nederlandse Leo Fuld maakte er in 1934 een wereldwijde hit van.

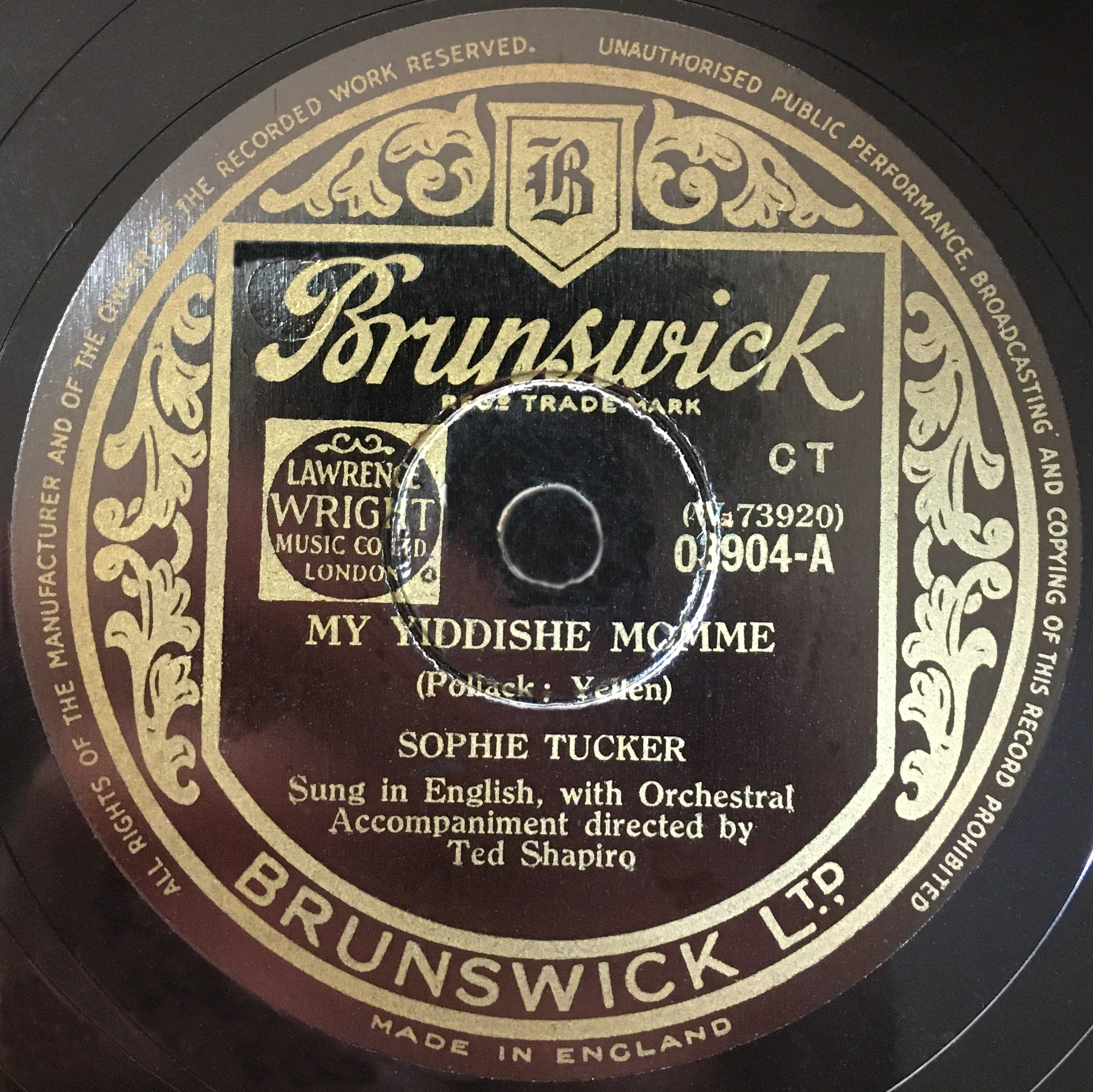
Sophie Tucker, My Yiddishe Momme, in het Engels. Platenlabel Brunswick, 78 toeren, 1948.
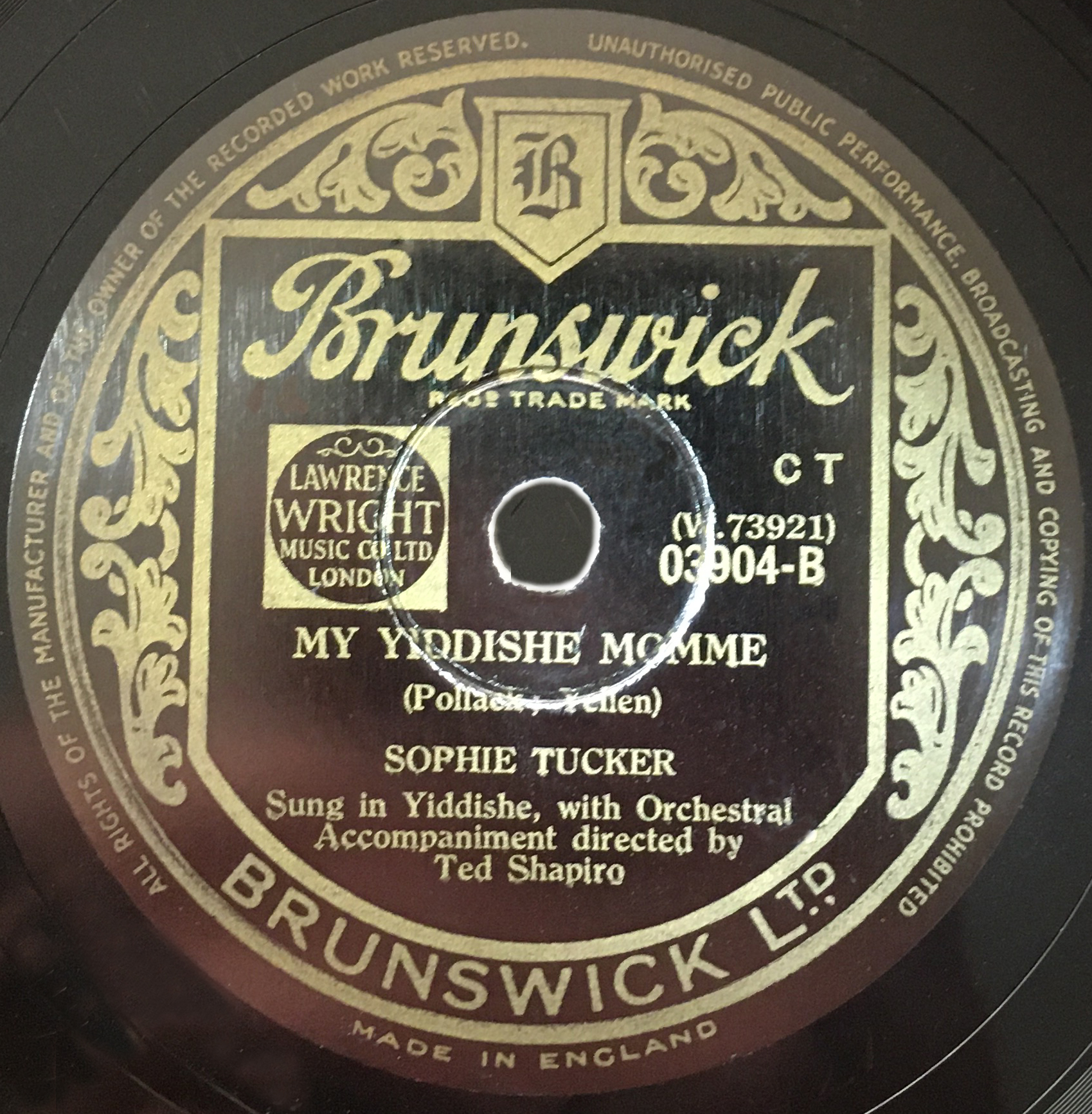
Sophie Tucker, My Yiddishe Momme, in het Jiddisch. Platenlabel Brunswick, 78 toeren, 1948.

## Enkele liedjes opgenomen eind 1943
Nelly Verschuur zong onder begeleiding van Dick Willebrandts en zijn dansorkest de volgende jazzstandards, die werden uitgevoerd door o.a. Glenn Miller, Louis Armstrong, Benny Goodman, Ella Fitzgerald, Count Basie, Vera Lynn en Frank Sinatra met Tommy Dorsey. De opnamen werden gemaakt in de KRO-studio in Hilversum gedurende augustus tot en met december 1943. Deze werden vervolgens vastgelegd op glasplaten.
- Blue Moon, Richard Rodgers en Lorenz Hart, 1934.
- I've Got My Fingers Crossed, Jimmy McHugh, 1936.
- I'm Still Crazy For You, Ralph Rainger en Leo Robin, 1942.
- Take Another Guess, Murray Mencher, Charles Newman en Al Sherman, 1936.
- That's Sabotage, Harry Warren en Mack Gordon, 1942.
- Stop Beatin' Round the Mulberry Bush, Bickley Reichner en Clay Boland, 1938.
- Strange Enchantment, Frank Loesser en Friedrich Hollaender, 1939.
- You're Breaking My Heart, Pat Genaro en Sunny Skylar, gebaseerd op Mattinata geschreven door Ruggero Leoncavallo die het lied had opgedragen aan de Italiaanse operazanger Enrico Caruso, 1904.

De meeste arrangementen waren van Pi Scheffer, in de stijl van Glenn Miller of Artie Shaw.
Enkele originele opnamen van Dick Willebrandts en de vocaliste Nelly Verschuur:
- Diep in mijn hart (1943)
- Denk je nog wel eens aan dien tijd? (1943)
- I Cover the Waterfront (Grannyphone, 1943)